# Alfa (namn)

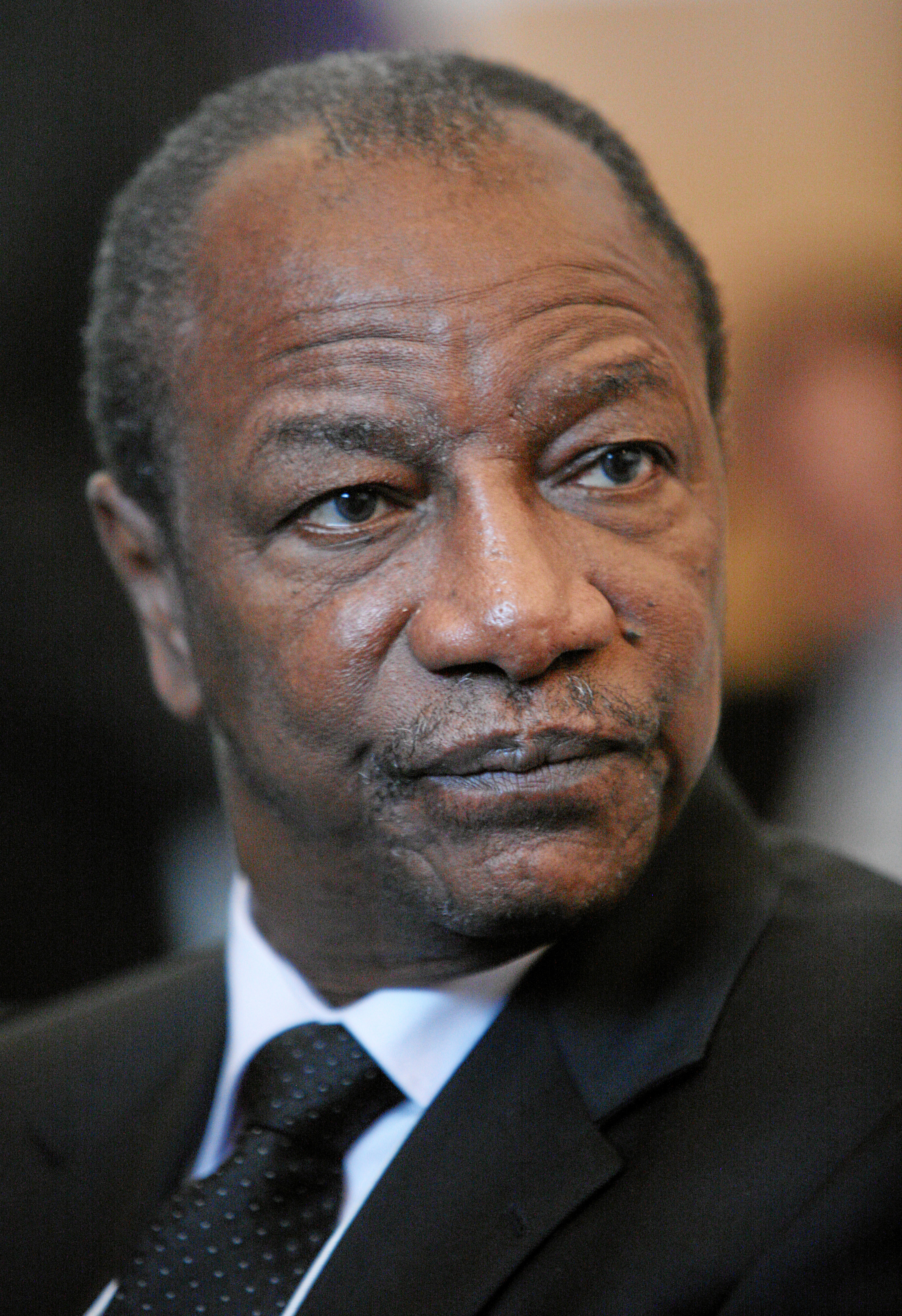
Alpha Condé, 2012.

Alfa är ett kvinnonamn med nordiskt ursprung. Det är den feminina formen av Alf och Alvar och en kortform (liksom Alva) av namn som börjar med Alf-, exempelvis Alfhild.
Alfa är också ett grekiskt könsneutralt namn, Alpha, som är det samma som den första bokstaven i alfabetet. Namnet betyder alltså A eller den första (exempelvis i barnaskaran).
Den 31 december 2014 fanns det totalt 124 kvinnor folkbokförda i Sverige med namnet Alfa, varav 48 bar det som tilltalsnamn. Motsvarande siffror för Alpha var 23 kvinnor (varav tilltalsnamn: 6) och 73 män (varav tilltalsnamn: 45).
Namnsdag i Sverige: saknas. I den finlandssvenska namnsdagslängden har Alfa namnsdag 30 januari sedan 1973.

## Personer med namnet Alfa eller Alpha
- Alpha Condé, guineansk politiker och nuvarande president
- Alpha Oumar Konaré, malisk politiker, fd president